# Мерріам-Вудс (Міссурі)
Мерріам-Вудс (англ. Merriam Woods) — місто (англ. city) в США, в окрузі Тейні штату Міссурі. Населення — 2006 осіб (2020).

## Географія
Мерріам-Вудс розташований за координатами 36°43′13″ пн. ш. 93°10′29″ зх. д. / 36.72028° пн. ш. 93.17472° зх. д. (36.720216, -93.174594).  За даними Бюро перепису населення США в 2010 році місто мало площу 4,13 км², з яких 4,13 км² — суходіл та 0,00 км² — водойми.

## Демографія
Згідно з переписом 2010 року, у селищі мешкала 1761 особа в 671 домогосподарстві у складі 472 родин. Густота населення становила 426 осіб/км².  Було 842 помешкання (204/км²).
Расовий склад населення:
| - 94,1 % — білих - 1,2 % — корінних американців - 0,3 % — чорних або афроамериканців - 0,1 % — азіатів - 1,1 % — осіб інших рас |

До двох чи більше рас належало 3,2 %. Частка іспаномовних становила 3,4 % від усіх жителів.
За віковим діапазоном населення розподілялося таким чином: 27,8 % — особи молодші 18 років, 59,3 % — особи у віці 18—64 років, 12,9 % — особи у віці 65 років та старші. Медіана віку мешканця становила 34,7 року. На 100 осіб жіночої статі у селищі припадало 97,0 чоловіків;  на 100 жінок у віці від 18 років та старших — 94,8 чоловіків також старших 18 років.
Середній дохід на одне домашнє господарство  становив 39 715 доларів США (медіана — 28 897), а середній дохід на одну сім'ю — 48 504 долари (медіана — 34 762). Медіана доходів становила 30 300 доларів для чоловіків та 23 147 доларів для жінок. За межею бідності перебувало 28,2 % осіб, у тому числі 41,8 % дітей у віці до 18 років та 22,1 % осіб у віці 65 років та старших.
Цивільне працевлаштоване населення становило 604 особи. Основні галузі зайнятості: мистецтво, розваги та відпочинок — 37,6 %, освіта, охорона здоров'я та соціальна допомога — 12,7 %, роздрібна торгівля — 11,6 %.